# NGC 7176
NGC 7176 é uma galáxia elíptica (E) localizada na direcção da constelação de Piscis Austrinus. Possui uma declinação de -31° 59' 26" e uma ascensão recta de 22 horas, 02 minutos e 08,2 segundos.
A galáxia NGC 7176 foi descoberta em 23 de Setembro de 1834 por John Herschel.